# Ölbronn-Dürrn
Ölbronn-Dürrn är en kommun i Enzkreis i regionen Nordschwarzwald i Regierungsbezirk Karlsruhe i förbundslandet Baden-Württemberg i Tyskland. 
Kommunen bildades 1 juli 1974 genom en sammanslagning av kommunerna Dürrn och Ölbronn.
Kommunen ingår i kommunalförbundet Neulingen tillsammans med kommunerna Kieselbronn och Neulingen.